# Spy vs. Spy (videogioco 1984)
Spy vs. Spy è un videogioco pubblicato a partire dal 1984 per numerosi home computer e console, basato sul fumetto statunitense Spy vs. Spy. Due giocatori oppure un giocatore e il computer controllano rispettivamente la spia bianca e la spia nera, che come nel fumetto cercano di eliminarsi a vicenda con metodi assurdi, mentre svolgono una missione di spionaggio.
Venne ben accolto dalla critica, che spesso ne apprezzò la sfida coinvolgente, la realizzazione tecnica e la fedeltà all'atmosfera del fumetto.

## Modalità di gioco
Il gioco si svolge in un'ambasciata composta da molte stanze, in cui le due spie si sono intrufolate mentre non c'è nessuno. L'obiettivo è trovare una serie di oggetti e quindi raggiungere l'aereo pronto per la fuga, prima che scada il tempo o che lo faccia l'avversario.
Lo schermo è diviso orizzontalmente, sopra viene mostrata l'azione della spia bianca e sotto della spia nera (secondo giocatore o computer). Per ciascun giocatore viene mostrata la stanza dove si trova attualmente, in prospettiva, e a lato un sistema di icone di comando, detto il Trapulator.
Le spie possono muoversi nelle quattro direzioni, rovistare il mobilio per trovare oggetti, e piazzare vari tipi di trappole mortali dagli effetti cartoneschi: bombe, molle giganti, pistole con il grilletto legato a una cordicella, secchi sopra le porte. Ogni trappola si può neutralizzare con l'opportuno oggetto, ad esempio le forbici per tagliare la cordicella.
Quando le due spie si trovano nella stessa stanza (come avviene all'inizio del gioco) la visuale diventa temporaneamente unica e gli avversari possono attaccarsi direttamente con delle mazze. Vengono rilasciati anche eventuali oggetti trasportati, in tal modo è possibile sottrarli all'avversario.
Le vite sono teoricamente illimitate, l'unico problema è la perdita di tempo e oggetti.
Per orientarsi nell'ambasciata si dispone di una mappa, attivabile dal Trapulator, e di una specie di indicatore breadcrumb, sempre visibile, che indica con delle frecce gli ultimi spostamenti fatti. La complessità dell'ambasciata dipende dal livello di difficoltà scelto, può anche essere su più piani.

## Serie
I seguiti del gioco, simili nella struttura di base, furono Spy vs. Spy: The Island Caper (1985) e Spy vs. Spy: Arctic Antics (1986). I primi due titoli vennero ripubblicati insieme nella raccolta Spy Vs. Spy: Volumes I & II (Avantage, 1986) e tutti e tre nella raccolta Spy vs. Spy Trilogy (Databyte, 1988).
Dei remake ufficiali di Spy vs. Spy uscirono nel 1999 per Game Boy Color e nel 2012 per iOS, quest'ultimo comprensivo anche di una versione graficamente fedele all'originale.
Un altro Spy vs. Spy, molto differente e basato sul 3D, uscì nel 2005 per Xbox e PlayStation 2, ma non fu un successo.
Le musiche originali, composte da Nick Scarim, includono un tema principale che è rimasto celebre ed è stato oggetto di numerosi remix nei decenni successivi, ispirando gruppi rock-elettronica come i Ghostland Observatory.